# Agelasta birmanica
Agelasta birmanica är en skalbaggsart som först beskrevs av Stefan von Breuning 1935.  Agelasta birmanica ingår i släktet Agelasta och familjen långhorningar.
Artens utbredningsområde är:
- Laos.
- Burma.

Inga underarter finns listade i Catalogue of Life.